# American Chopper
American Chopper é um reality show que vai ao ar no Discovery Channel, produzido pela Pilgrim Films & Television. No Brasil também é exibido pelo canal Discovery Turbo. A série é centrada em Paul Teutul, Sr. (freqüentemente chamado Senior), e seu filho Paul Teutul, Jr. (também conhecido como Paulie ou simplesmente Junior), que fabricam motocicletas de estilo chopper customizada. A Orange County Choppers está em Newburgh, Nova York. O trabalho contrastante e os estilo criativos da equipe de pai e filho e suas discussões verbais foram a 'marca até 2008, quando uma discussão explosiva acabou levando Paul Jr. á rescidir e sair para depois iniciar a Paul Jr. Designs (uma empresa de chopper concorrente).
Foi ao ar originalmente no Discovery Channel a partir de março de 2003. Em dezembro de 2007, a série mudou-se para o canal associado Discovery TLC, iniciando-se com uma maratona de 18 horas. A primeira temporada na TLC estreou em janeiro de 2008. A 6 ª Temporada começou em abril de 2009, mas a série foi cancelada pelo TLC em fevereiro de 2010. Em julho de 2010, a TLC anunciou que os Teutuls voltariam em uma nova série, American Chopper: Senior vs. Junior. Senior vs Júnior estreou no TLC, mas logo foi mudado para o Discovery no meio da primeira temporada. O Discovery Channel anunciou que o show iria acabar com no "The Chopper Live: The Revenge" em 11 de dezembro de 2012, após 10 temporadas.

## Funcionários em destaque
Os fabricantes e mecânicos, tais como Paul Teutul, Jr., Rick Petko, Nick Hansford, Christian Welter, e ex-funcionários Vincent DiMartino (que deixou OCC para começar a V-Force Customs em 2007), e Cody Connelly (um estagiário estudante BOCES OCC que , desde então, juntou-se o negócio da DiMartino), criam dezenas de motos personalizadas. Michael Teutul, geralmente conhecido como "Mikey", atua como custodiante e webmaster da loja, e proporciona alívio cômico para o show. Ele foi visto fazendo trabalho de metal, ocasionalmente, como um de seus primeiros empregos foi trabalhar em Orange County Ironworks. Ocasionalmente também contou com Danny Teutul, o segundo irmão mais velho, que sucedeu a Paul Sr. como o proprietário de Orange County Ironworks. Danny visita para fazer a obra contratada pelas instalações OCC. O show também documenta suas atividades pessoais e promocionais que vão desde sessões de fotos para a revista, a férias em família e demostrações das de suas motocicletas personalizada.

## Paul Jr. deixa a Orange County Choppers
Após desentendimentos regulares com seu pai, Paul Jr. foi demitido da loja no final de 2008. Em janeiro de 2009, o TLC serviu um aviso de inadimplência, devido à ausência Paul Jr.. Em seguida Paul Jr., voltou a OCC momentaneamente como empreiteiro, mas deixou, finalmente, em abril de 2009, a fim de começar a sua própria empresa de design, Paul Jr. Designs. Em seguida Paul Sr. exerceu uma opção contratual para Paul Jr. comprar 20% de participação na OCC e, posteriormente, entrou com uma ação para forçar a compra. O caso continuava em andamento, enquanto uma avaliação da OCC foi realizada.
No dia 14 dezembro de 2010, Paul Jr. vencer o seu recurso de uma decisão de primeira instância forçando-o a vender seus 20% de posse da OCC para Paul Sr. Paul Jr. pediu que o acordo para a venda fosse considerado inválido, então Jr. continuou detendo 20% da OCC até que um preço de venda justo entrasse em um acordo. Jr. também entrou com uma contra-ação que estabelece quaisquer fraudes massiva por parte de Senior em lidar com os interesses do Jr. na OCC.. A ação buscava 100 milhões dólares em danos, juntamente com controles da ordem judicial sobre as finanças da empresa para evitar novas fraudes.
Depois de uma cláusula de não concorrência um ano terminou, Paul Jr. abriu uma empresa de design de moto em abril de 2010. TLC depois encomendou uma 7 ª temporada chamado American Chopper: Senior vs. Junior que apresenta a OCC e modelos Paul Jr..

## Vídeo game
Devido ao enorme sucesso da série, dois títulos de jogos foram lançados; incluindo o American Chopper e American Chopper 2: Full Throttle para GameCube, PS2 e Xbox.